# Departamento de El Progreso
El Progreso, oficialmente el Departamento de El Progreso, es uno de los veintidós departamentos que conforman Guatemala. Se encuentra situado en la región nororiental del país. Su cabecera departamental es Guastatoya. Limita al norte con el departamento de Alta Verapaz y Baja Verapaz, al sur con Guatemala y Jalapa, al este con Zacapa y Jalapa, y al oeste con Baja Verapaz y Guatemala.
La cabecera departamental de El Progreso se encuentra a una distancia de 74 kilómetros de la Ciudad de Guatemala.

## Toponimia
Desde tiempos históricos ha sido conocido como Guastatoya o Huastatoya. El nombre original de este territorio se deriva de las voces provenientes de la lengua nahuatl «guaxhtl» que significa «morros» y «atoyac» que se traduce en «último», o sea el punto de «los últimos morros», lo cual se interpreta como el lugar donde termina el frío y comienza el calor. También se le conocía como Casa Guastatoya, por contar con una especie de parador donde hacían alto los viajeros, en especial los que iban en peregrinación a Esquipulas.[cita requerida]

## Historia

### Época prehispánica
El área del departamento fue habitada desde la última fase del período preclásico mesoamericano, como lo prueban los restos arqueológicos encontrados en la zona del río Motagua donde sus antiguos habitantes construyeron bóvedas, juegos de pelota, edificios con varias cámaras y labraron estelas sencillas. Algo importante de mencionar, es el descubrimiento del Vaso Esculpido de Guastatoya, interesante cerámica maya procedente del siglo VII de la era cristiana.
Durante el período de la colonia española, el actual territorio de El Progreso, formaba parte casi en su totalidad del corregimiento de Chiquimula.

### Época independiente
La región llamada Guastatoya fue escenario de sangrientas luchas consecutivas entre las fuerzas del gobierno de Rafael Carrera y la facción llamada Los Lucios, quienes se alzaron en armas a la caída del entonces presidente Mariano Rivera Paz. Las tropas de Guastatoya formaron parte importante del intento del General Justo Rufino Barrios por reconstruir la Unión Centroamericana por la fuerza en 1885.

### Ferrocarril del Norte
Tras resultar electo como presidente en 1892, el presidente José María Reina Barrios se empeñó en el proyecto del Ferrocarril del Norte y el 19 de julio de 1895 emitió el decreto n.º 513, publicado ese mismo día en el diario oficial, en que se ordenaba la fundación de la ciudad de Puerto Barrios. El General Reyna Barrios colocó la primera piedra y declaró inaugurados los trabajos del ferrocarril, el cual pasaría por el área donde ahora se encuentra el Departamento de El Progreso.
1. Puerto Barrios
2. Tenedores
3. Los Amates
4. Gualán
5. El Rancho
6. Panajax

El 22 de noviembre de 1896 se inauguró el tramo de Zacapa a Puerto Barrios del Ferrocarril del Norte, que contaba con ciento y una millas, un poco más de la distancia total entre el puerto en el Atlántico y la Ciudad de Guatemala. Para entonces, el Norte de Guatemala era una región nueva, una fuente de riqueza no explorada y la construcción de la línea férrea prometía poder iniciar la explotación industrial y comercial de la región.
El tramo hasta El Rancho de San Agustín estuvo concluido en marzo de 1897, dejando construidos un total de ciento treinta y cuatro millas y nueve décimos; sin embargo, aunque el tramo de El Rancho a Panajax no ofrecía extraordinarias dificultades debido a lo montañoso de la región, las últimas treinta y dos millas hasta la Ciudad de Guatemala sí exigían penosas condiciones de trabajo, e incluso la construcción de un alto puente a la entrada noreste de la ciudad.  Para llegar hasta allí, se tuvieron que sortear numerosas dificultades: leguas de terreno pantanoso, trayectos de base quebradiza, carestía de jornaleros y, sobre todo, los cambios en los precios internacionales que, en los últimos dos años del gobierno del general Reina Barrios cayeron estrepitosamente, especialmente los del café y de la plata.

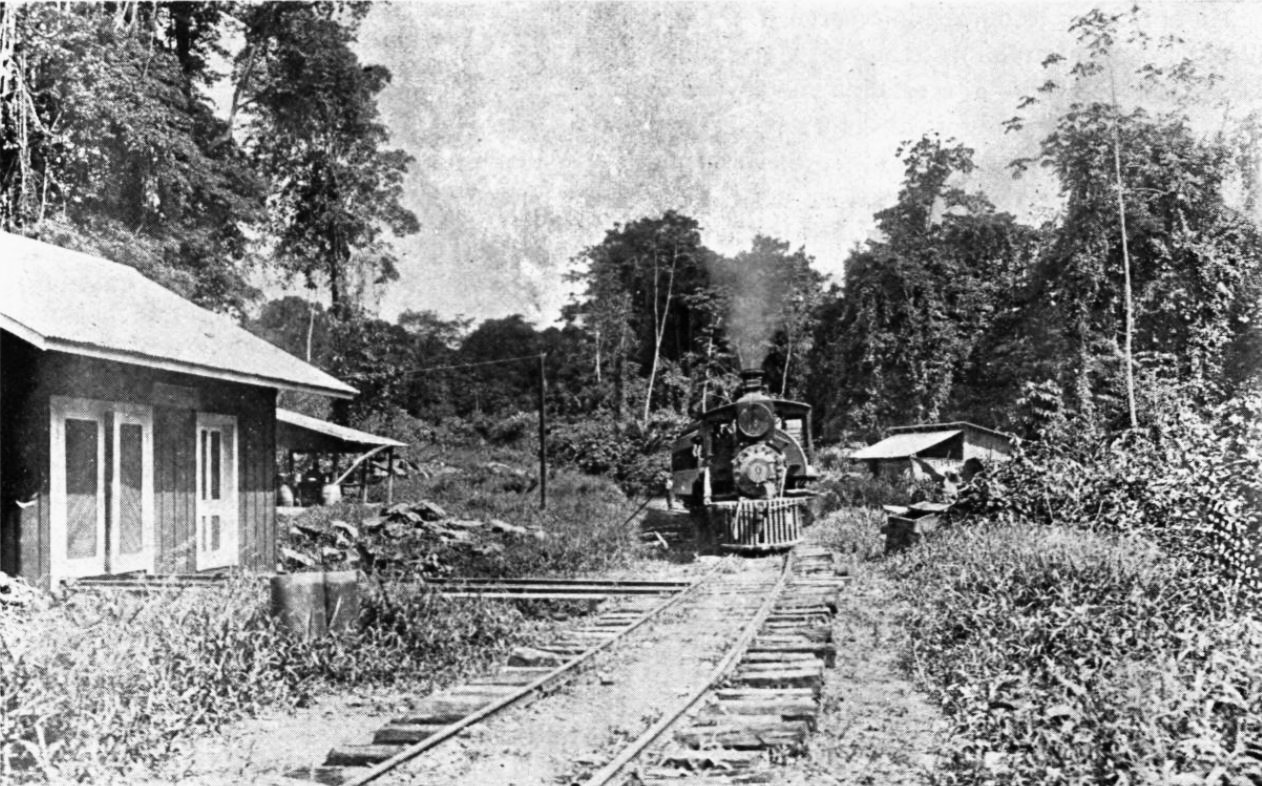
Casita de sección del ferrocarril en 1896. Fotografía de La Ilustración Guatemalteca.

El 15 de agosto de 1897, La Ilustración del Pacífico publicó un severo editorial sobre la situación económica del país, haciendo ver que el dinero que se había generado cuando el precio del café estaba alto se había despilfarrado de tal forma, que cuando este cayó en los mercados internacionales se produjo una fuerte crisis económica derivada de la devaluación de la moneda circulante. Por su parte, el diario opositor La República informaba que el costo de la leche, los huevos y el pescado estaba tan elevado que solamente las familias acomodadas podían adquirirlos y solicitaba que se redujeran los aranceles a la harina para no debilitar a la población. La crisis llegó a tal grado, que el 8 de febrero de 1898 murió asesinado el presidente Reina Barrios.
Tras la muerte de Reina Barrios, el licenciado Manuel Estrada Cabrera llegó al poder, y en 1900 autorizó a su Ministro de Fomento, Rafael Spínola, que se encargara de realizar un contrato con la compañía estadounidense Central American Improvement Co. Inc. para terminar el tramo El Rancho a Ciudad de Guatemala, y reparar los tramos que ya estaban construidos pero que estaban abandonados.

### Creación del departamento
Este departamento fue creado por decreto del Ejecutivo número 683 del 13 de abril de 1908 durante el gobierno del licenciado Manuel Estrada Cabrera; el decreto de creación dice textualmente así:
| DECRETO NUMERO 683 Manuel Estrada Cabrera, Presidente Constitucional de la República de Guatemala, Considerando: Que la actividad comercial suscitada en los puntos por donde la vía férrea interoceánica pasa, requiere la más próxima vigilancia de las Autoridades no sólo para conservar el orden sino para encausar las diversas corrientes del adelanto á un fin común, siendo uno de los medios para conseguirlo el de la creación de nuevos departamentos; Considerando: Que la proporción de la República en donde por ahora conviene aplicar esa medida es la que se halla comprendiendo las siguientes extensiones: parte Sudoeste del departamento de Zacapa, Noroeste del de Chiquimula, Sudeste del de la Baja Verapaz, Nordeste del de Guatemala y la mitad Norte del de Jalapa, POR tanto; DECRETA: Artículo 1.º — Créase con el nombre de «El Progreso» un nuevo departamento que comprenderá los siguientes Municipios: Cabañas, Acasaguastlán, Morazán, Sanarate, San Antonio La Paz, San José del Golfo, Guastatoya, Sansaria y las aldeas que están al Noroeste de Chiquimula formando la mitad de dicho Municipio: la Cabecera del nuevo departamento será Guastatoya que cambiará el nombre por el de «El Progreso». Artículo 2° — La inauguración de esta entidad político-administrativa se verificará el día 29 del mes en curso. Artículo 3.º — Del presente Decreto se dará cuenta á la Asamblea Legislativa en sus actuales sesiones. Dado en el Palacio del Poder Ejecutivo: en Guatemala, a trece de abril de mil novecientos ocho. — Manuel Estrada Cabrera El Secretario de Estado y del Despacho de Gobernación y Justicia, José María Reina Andrade |

Posteriormente, en el punto álgido del servilismo con el presidente Estrada Cabrera, por decreto n.º 751 del 25 de diciembre de 1919, el consejo de Ministros dispuso que el departamento se denominara Estrada Cabrera, conservando la cabecera departamental el nombre de «El Progreso».
Tras el derrocamiento de Estrada Cabrera en abril de 1920, el departamento se suprimió por el decreto gubernativo n.º 756 del 9 de junio de 1920 del gobierno de Carlos Herrera y Luna, por no llenar las aspiraciones que el gobierno tuvo en mira para su creación, volviendo los municipios que lo conformaban a los departamentos a que pertenecían, con excepción de Guastatoya que formó parte de Guatemala. Este departamento se restableció el 3 de abril de 1934, por medio del decreto 1965 de la Asamblea Legislativa.

## Geografía física
Por su configuración geográfica que es bastante variada, sus alturas oscilan entre los 245 y 1240 m s. n. m. (metros sobre el nivel del mar), con un clima generalmente cálido.

### Hidrografía
La principal fuente de agua que irriga el departamento es el Río Grande o Motagua, el cual durante su recorrido permite formar acequias para irrigar terrenos para la siembra de algunos productos agrícolas; además existen otros ríos: Plátanos, Hato, Morazán, Sanarate, Las Ovejas, Huyús y Huija.

### Orografía
El principal accidente geográfico que presenta el departamento es la Sierra de las Minas, que lo atraviesa al norte del río Grande o Motagua, aunque por la diferencia de sus alturas se encuentran algunos cerros y hondonadas que le dan una característica de terreno irregular.

### Ubicación geográfica
Las colindancias del departamento de El Progreso son:
- Norte: Alta Verapaz y Baja Verapaz
- Sur: Departamento de Guatemala y Jalapa
- Este: Zacapa y Jalapa
- Oeste: Baja Verapaz y Guatemala[13]

|                               | Norte: Alta Verapaz Baja Verapaz      |                     |
| Oeste: Baja Verapaz Guatemala |                                       | Este: Zacapa Jalapa |
|                               | Sur: Departamento de Guatemala Jalapa |                     |

## Zonas de vida vegetal
En general en el departamento de El Progreso existen cinco zonas de vida vegetal, según la clasificación propuesta por Holdridge en 1978, las cuales se detallan a continuación:
- me-S, que es la zona de Monte Espinoso Subtropical.
- bs-S, que es la zona Bosque Seco Subtropical.
- bh-S (t), que es la zona de Bosque Húmedo Subtropical Templado.
- bmh-S (f), que es la zona de Bosque Muy Húmedo Subtropical Frío.
- bp-MB, que es la zona de Bosque Pluvial Montano Bajo Subtropical.

## Áreas protegidas
En el departamento de El Progreso se encuentra la Reserva de la Biósfera de la Sierra de las Minas con 96 000 ha, la cual es administrada por los Defensores de la Naturaleza, y el parque nacional Cerro El Reformador.

## Vías de comunicación
El departamento de El Progreso cuenta con dos vías de comunicación importantes que son: la carretera Interoceánica CA-9 que lo atraviesa, hacia el norte conduce a Puerto Barrios y hacia el sur a la capital.
Cuenta también con carreteras que lo comunican con otros departamentos y municipios, como la que partiendo de El Rancho se desvía hacia el Municipio de Morazán y los Departamentos de Alta y Baja Verapaz y la que conduce a Zacapa y Chiquimula; así como caminos de terracería que une a algunos municipios y aldeas.
La otra vía de comunicación es la vía férrea del Norte, que cruza el departamento y une a la capital con Puerto Barrios.
Según datos obtenidos en la Dirección General de Caminos, hasta el año 1997, este departamento cuenta con 130 km de asfalto, 103 km de terracería y 12 km de caminos rurales.

## Geología
Por lo general los suelos han sido considerados pobres, calizos y arcillosos, poco profundos que han ido formándose sobre matorrales sedimentarios metamórficos, serpentina y esquistos.

## Capacidad productiva de la tierra
Para evidenciar con que capacidad productiva de terreno se cuenta en este departamento, en Guatemala, de acuerdo con el Departamento de Agricultura de los Estados Unidos, existen 8 clases de clasificación de capacidad productiva de la tierra, en función de los efectos combinados del clima y las características permanentes del suelo. De estas 8 clases agrológicas la I, II, III y IV son adecuadas para cultivos agrícolas con prácticas culturales específicas de uso y manejo; las clases V, VI, y VII pueden dedicarse a cultivos perennes, específicamente bosques naturales o plantados; en tanto que la clase VIII se considera apta solamente para parques nacionales, recreación y para la protección del suelo y la vida silvestre.
En El Progreso prevalece el nivel VII que son las tierras no cultivables, aptas solamente para fines de uso o explotación forestal, de topografía muy fuerte y quebrada, con pendiente muy inclinada.
Otro nivel que sobresale en este territorio es el VIII, que también son tierras no aptas para el cultivo, siendo aptas solamente para parques nacionales, recreación y vida silvestre, así como para protección de cuencas hidrográficas con topografía muy quebrada, escarpada o playones inundables.

## Demografía
A continucación se presenta una lista de datos demográficos recolectados en base al censo del 2018, en donde se destacan tres pilares, como lo son la Población, Vivienda y Educación del Departamento de El Progreso.
 El Progreso cuenta con un total de 176,632 habitantes registrados según los datos del Censo 2018 y para el 2024 se estima un poco más de 196,000 personas en el departamento.
| Gráfica de evolución demográfica de Departamento de El Progreso entre 1921 y 2024                          |
| |
| Población de los censos y conteos del Instituto Nacional de Estadística de Guatemala (INE) de 1880 a 2024. |

| Datos Demográficos según el Censo 2018 | Datos Demográficos según el Censo 2018 | Datos Demográficos según el Censo 2018 |
| El Progreso                            | El Progreso                            | El Progreso                            |
| POBLACIÓN                              | POBLACIÓN                              | POBLACIÓN                              |
| Población Total                        | 176,632                                | 176,632                                |
| -------------------------------------- | -------------------------------------- | -------------------------------------- |
| Hombres                                | 87,172                                 | 49.35%                                 |
| Mujeres                                | 89,460                                 | 50.65%                                 |
| Población por Grupos de Edad           |                                        |                                        |
| 0-14 años                              | 53,929                                 | 30.53%                                 |
| 15-64 años                             | 110,404                                | 62.51%                                 |
| 65 y más años                          | 12,299                                 | 6.96%                                  |
| Población por Área                     |                                        |                                        |
| Urbano                                 | 91,416                                 | 51.76%                                 |
| Rural                                  | 85,216                                 | 48.24%                                 |
| Población por Pueblos                  |                                        |                                        |
| Ladino                                 | 173,441                                | 98.19%                                 |
| Maya                                   | 2,627                                  | 1.49%                                  |
| Extranjero                             | 248                                    | 0.14%                                  |
| Garífuna                               | 184                                    | 0.10%                                  |
| Afrodescendiente                       | 86                                     | 0.05%                                  |
| Xinka                                  | 46                                     | 0.03%                                  |
| VIVIENDA                               |                                        |                                        |
| Edad Promedio                          | 28.38                                  | 28.38                                  |
| Total Viviendas                        | 54,109                                 | 54,109                                 |
| Promedio Personas                      | 4.00                                   | 4.00                                   |
| EDUCACIÓN                              |                                        |                                        |
| Promedio de Escolaridad                | 6.62 años                              | 6.62 años                              |
| Ninguno                                | 25,105                                 | 15%                                    |
| Pre Primaria                           | 8,495                                  | 5%                                     |
| Primaria                               | 71,131                                 | 44%                                    |
| Media                                  | 51,685                                 | 32%                                    |
| Superior                               | 6,178                                  | 4%                                     |
| Alfabetismo                            | 86.56%                                 | 86.56%                                 |

## División política
Cuenta con 8 municipios que son:
| 1. El Jícaro 2. Guastatoya 3. Morazán 4. Sanarate 5. Sansare 6. San Agustín Acasaguastlán 7. San Antonio La Paz 8. San Cristóbal Acasaguastlán |

#### Municipio por Población
| Población por municipio del Departamento de El Progreso | Población por municipio del Departamento de El Progreso | Población por municipio del Departamento de El Progreso | Población por municipio del Departamento de El Progreso | Población por municipio del Departamento de El Progreso | Población por municipio del Departamento de El Progreso |
| N.                                                      | Municipio                                               | Estimación                                              | Censo                                                   | Censo                                                   | Crecimiento                                             |
| N.                                                      | Municipio                                               | 2024                                                    | 2018                                                    | 2002                                                    | Δ (2002-2018)                                           |
| ------------------------------------------------------- | ------------------------------------------------------- | ------------------------------------------------------- | ------------------------------------------------------- | ------------------------------------------------------- | ------------------------------------------------------- |
| 1                                                       | San Agustín Acasaguastlán                               | 56 428                                                  | 45 765                                                  | 34 343                                                  | ▲ 28,5%                                                 |
| 2                                                       | Sanarate                                                | 42 840                                                  | 39 444                                                  | 33 025                                                  | ▲ 17,7%                                                 |
| 3                                                       | Guastatoya                                              | 27 803                                                  | 24 821                                                  | 18 562                                                  | ▲ 28,9%                                                 |
| 4                                                       | San Antonio La Paz                                      | 22 916                                                  | 20 957                                                  | 15 151                                                  | ▲ 32,2%                                                 |
| 5                                                       | Sansare                                                 | 13 812                                                  | 13 154                                                  | 10 721                                                  | ▲ 20,4%                                                 |
| 6                                                       | El Jícaro                                               | 13 539                                                  | 13 128                                                  | 10 685                                                  | ▲ 20,5%                                                 |
| 7                                                       | Morazán                                                 | 12 736                                                  | 12 164                                                  | 10 874                                                  | ▲ 11,2%                                                 |
| 8                                                       | San Cristóbal Acasguastlán                              | 8 055                                                   | 7 199                                                   | 6 129                                                   | ▲ 16,0%                                                 |
| -                                                       | El Progreso                                             | 198 129                                                 | 176 632                                                 | 139 490                                                 | ▲ 23,5%                                                 |

#### Municipio por Sector
|  | 39 % |

|  | 61 % |

|  | 53 % |

|  | 47 % |

|  | 100 % |

|  | 0 % |

|  | 54 % |

|  | 46 % |

|  | 36 % |

|  | 64 % |

|  | 53 % |

|  | 47 % |

|  | 21 % |

|  | 79 % |

|  | 32 % |

|  | 68 % |

|  | 52 % |

|  | 48 % |

## Desarrollo
Véase también: Anexo:Departamentos de Guatemala por IDH 
El informe de desarrollo humano publicado en 2022 por el PNUD Guatemala, La celeridad del cambio, una mirada territorial del desarrollo humano 2002–2019, donde se observó el cambio y el avance que ha habido en el país entre 2002 y 2018, en materia de salud, educación y vivienda.

### IDH Departamental
El Progreso se encuentra en el tercer lugar entre los departamentos de Guatemala , en el índice de desarrollo humano con un puntaje de 0,680 considerado como Medio, se observa una mínima diferencia entre su promedio municipal y departamental debido principalmente a la paridad poblacional, es destcable que su cabecera principal sea despoblada en comparativa con otros departamentos del país, sus ciudades más pobladas son San Agustín Acasaguastlán y Sanarate que posee un IDH disparejo. En el año 2002, el departamento contó con un puntaje de 0,583 creció un 15,3%  en dieciséis años, un promedio de seis puntos porcentuales cada año.
|  | 0,680 |

|  | 0,583 |

|  | 0,682 |

|  | 0,580 |

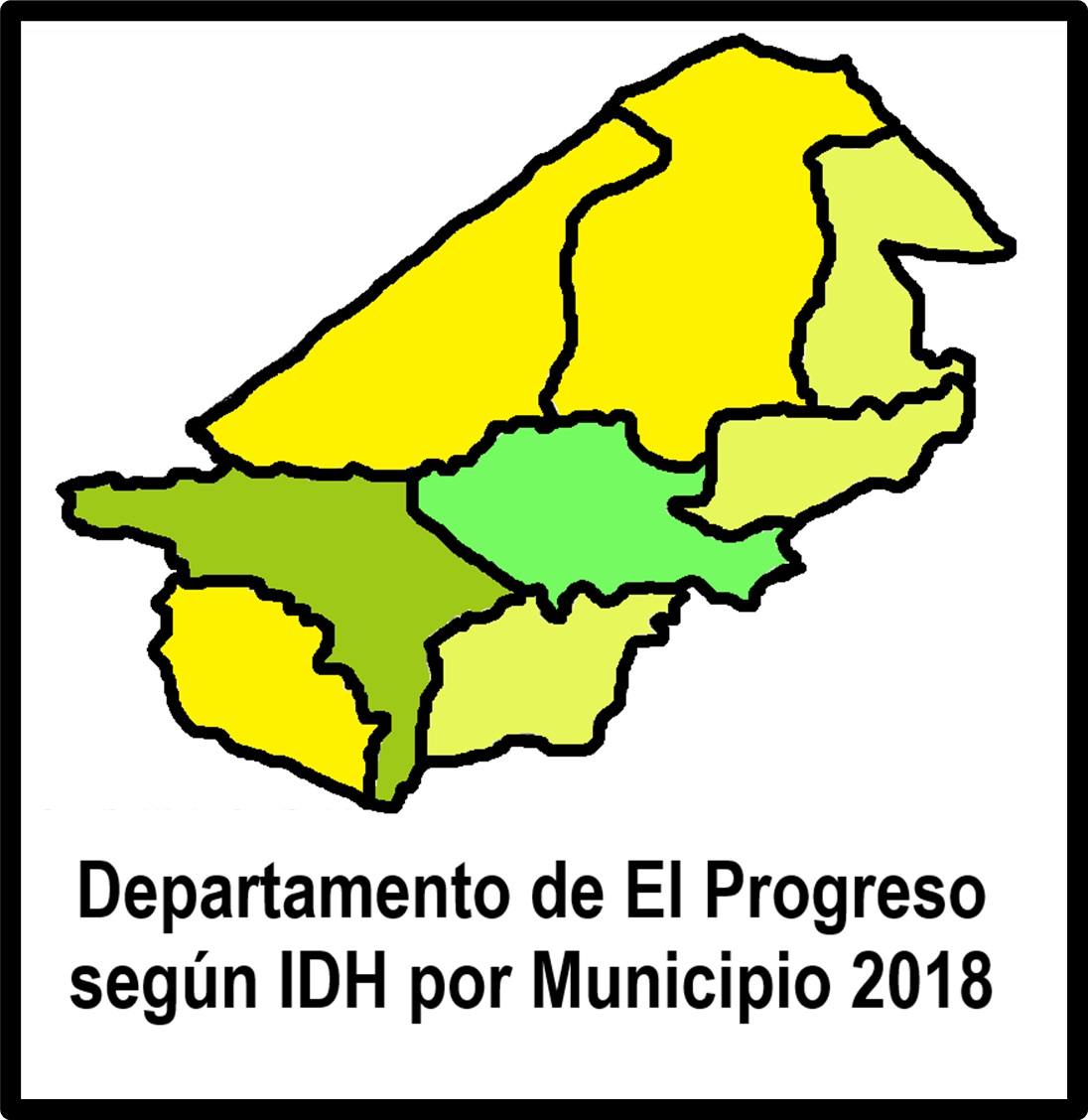
Índice de Desarrollo Humano por municipio del Departamento de El Progreso

Entre los municipios más desarrollados se destaca la cabecera central, Guastatoya que es una de las cabeceras con mayor IDH ubicado en 0,730 , seguido se encuentra Sanarate con 0,699 con desarrollo alto. Entre los más bajos se encuentra San Agustín Acasaguastlán con un IDH de 0,646 y San Antonio La Paz con un IDH de 0,664 . Ambos municipios con problemas en el ámbitos de infraestructura y lejos de la ciudad cabecera.
| N.          | Municipio                  | IDH 2018 | IDH 2002 |
| El Progreso | El Progreso                | 0,680    | 0,583    |
| IDH Alto    | IDH Alto                   | IDH Alto | IDH Alto |
| ----------- | -------------------------- | -------- | -------- |
| 1           | Guastatoya                 | 0,730    | 0,646    |
| 2           | Sanarate                   | 0,699    | 0,628    |
| IDH Medio   |                            |          |          |
| 3           | El Jícaro                  | 0,683    | 0,572    |
| 4           | Sansare                    | 0,681    | 0,568    |
| 5           | San Cristóbal Acasguastlán | 0,680    | 0,580    |
| 6           | Morazán                    | 0,669    | 0,560    |
| 7           | San Antonio La Paz         | 0,664    | 0,559    |
| 8           | San Agustín Acasaguastlán  | 0,646    | 0,531    |
| Promedio    | Promedio                   | 0,682    | 0,580    |

| N. | Municipio                  | IDH Según Indicadores | IDH Según Indicadores | IDH Según Indicadores |
| N. | Municipio                  | Salud                 | Educación             | Nivel de Vida         |
| -- | -------------------------- | --------------------- | --------------------- | --------------------- |
| 1  | Guastatoya                 | 0,907                 | 0,601                 | 0,715                 |
| 2  | Sanarate                   | 0,882                 | 0,567                 | 0,683                 |
| 3  | El Jícaro                  | 0,872                 | 0,550                 | 0,664                 |
| 4  | Sansare                    | 0,858                 | 0,557                 | 0,559                 |
| 5  | San Cristóbal Acasguastlán | 0,874                 | 0,547                 | 0,659                 |
| 6  | Morazán                    | 0,902                 | 0,510                 | 0,651                 |
| 7  | San Antonio La Paz         | 0,863                 | 0,515                 | 0,660                 |
| 8  | San Agustín Acasaguastlán  | 0,831                 | 0,507                 | 0,639                 |
| -  | El Progreso (Promedio)     | 0,873                 | 0,544                 | 0,653                 |

### Población que vive en el departamento según IDH
| N. | Municipio                  | IDH 2018 | Población | Según Desarrollo |
| -- | -------------------------- | -------- | --------- | ---------------- |
| 1  | Guastatoya                 | 0,730    | 24,821    | 64,265           |
| 2  | Sanarate                   | 0,699    | 39,444    | 64,265           |
| 3  | El Jícaro                  | 0,683    | 13,128    | 112,367          |
| 4  | Sansare                    | 0,681    | 13,154    | 112,367          |
| 5  | San Cristóbal Acasguastlán | 0,680    | 7,199     | 112,367          |
| 6  | Morazán                    | 0,669    | 12,164    | 112,367          |
| 7  | San Antonio La Paz         | 0,664    | 20,957    | 112,367          |
| 8  | San Agustín Acasaguastlán  | 0,646    | 45,765    | 112,367          |
| -  | El Progreso                | 0,680    | 0,680     | 0,680            |

## Educación

#### Departamental
El Progreso es el tercer departamento con mayor tasa de alfabetismo con un 88.9% según las proyecciones de CONALFA, en base al dato otorgado por el Censo 2018 que fue del 86.56% ,
| Departamento | Año    | Alfabeto | Analfabeto | ▲      |
| Departamento | Año    | %        | %          | ▲      |
| El Progreso  | 2023 P | 88.92    | 11.08      | ▲ 2.36 |
| El Progreso  | 2018   | 86.56    | 13.44      | ▲ 9.72 |
| El Progreso  | 2002   | 76.84    | 23.16      | -      |
| ------------ | ------ | -------- | ---------- | ------ |

#### Municipal
| Municipio                  | Alfabeto | Alfabeto | Analfabeto | Analfabeto | Avance (Alfabetización) |
| Municipio                  | 2018     | 2002     | 2018       | 2002       | (2002-2018)             |
| -------------------------- | -------- | -------- | ---------- | ---------- | ----------------------- |
| Guastatoya                 | 90.84    | 82.89    | 9.16       | 17.11      | ▲ 7.95                  |
| Sanarate                   | 89.46    | 80.23    | 10.54      | 19.77      | ▲ 9.23                  |
| San Antonio La Paz         | 87.74    | 77.31    | 12.26      | 22.69      | ▲ 10.43                 |
| San Cristóbal Acasguastlán | 86.34    | 76.92    | 13.66      | 23.08      | ▲ 9.42                  |
| El Jícaro                  | 86.14    | 75.52    | 14.86      | 24.48      | ▲ 10.62                 |
| Sansare                    | 85.11    | 76.35    | 15.89      | 23.65      | ▲ 8.76                  |
| San Agustín Acasaguastlán  | 82.54    | 71.25    | 18.46      | 28.75      | ▲ 11.29                 |
| Morazán                    | 82.14    | 73.56    | 18.86      | 26.44      | ▲ 8.58                  |
| El Progreso                | 86.56    | 76.84    | 13.44      | 23.16      | ▲ 9.72                  |

## Idioma
Con la fuerte colonización española que se arraigó en esta región, el departamento de El Progreso se convirtió rápidamente en vía de paso mercantil entre el Caribe y España, por lo que el idioma español se asentó definitivamente y los antiguos pobladores fueron transculturizados y los idiomas de aquellos desaparecieron, y entre algunos dialectos.

## Religión
| Religión en El Progreso (2020) | Religión en El Progreso (2020) | Religión en El Progreso (2020) | Religión en El Progreso (2020) | Religión en El Progreso (2020) |
| ------------------------------ | ------------------------------ | ------------------------------ | ------------------------------ | ------------------------------ |
| Religión                       | Religión                       |                                | Porcentaje                     | Porcentaje                     |
| Católicos                      | Católicos                      |                                | 80 %                           | 80 %                           |
| Protestantes y evangélicos     | Protestantes y evangélicos     |                                | 10 %                           | 10 %                           |
| Sin religión                   | Sin religión                   |                                | 10 %                           | 10 %                           |

Según Latinobarómetro al 2020. Según una encuesta a diez personas, el 80 % se consideraban católicos, el 10 % evangélicos, y el otro 10 % sin ninguna religión.

## Economía
La economía de El Progreso se basa en la producción agrícola de café, caña de azúcar, tabaco, maíz, frijol, cacao, achiote, tomate, vainilla, té de limón, algodón y frutas variadas.
El departamento de El Progreso, por estar conformado por terrenos áridos y secos en gran parte de su territorio, tiene la característica de que los hombres con frecuencia abandonan el lugar para emigrar a la capital o hacia otros países en busca de mejores horizontes personales y familiares, por lo que las mujeres han optado por contribuir a la economía del hogar, trabajando en escasa agricultura y en la venta de productos comestibles en la carretera panamericana, así como en los mercados vecinales. El municipio con la mayor economía del departamento es Sanarate seguido por Guastatoya y San Agustín Acasaguastlán.
La producción artesanal del departamento es relativamente poca, pues solamente se encuentran tejidos de algodón en Guastatoya, Sansare y El Jícaro; cerámica en San Antonio La Paz, Sanarate, San Agustín Acasaguastlán y San Cristóbal Acasaguastlán; cestería solamente en Sansare; jarcia en San Antonio La Paz, Sanarate, Sansare y San Agustín Acasaguastlán; muebles en Sanarate, Morazán, Sansare y El Jícaro; instrumentos musicales solamente en San Agustín Acasaguastlán; imaginería en San Antonio La Paz; artículos de palma en Morazán, Guastatoya, El Jícaro y San Cristóbal Acasaguastlán; productos metálicos en Sanarate, San Agustín Acasaguastlán y San Cristóbal Acasaguastlán; cuero en Sanarate y El Jícaro; tul en Guastatoya y San Cristóbal Acasaguastlán; pirotecnia en Sanarate Morazán, Sansare y el Jícaro.
El departamento de El Progreso (del 100 % de su población) tiene un 53.2 % en pobreza o un 13.2 % en pobreza extrema según datos del PNUD 2014.

## Costumbres y tradiciones
El Progreso es un departamento rico en tradiciones que se reflejan en la literatura folklórica, como cuentos, leyendas e historias sobrenaturales. La tradición oral de la región de El Progreso incluye narraciones de leyendas históricas y míticas, especialmente animísticas de aparecidos y almas en pena, así como cuentos maravillosos de animales, de bobos e ingenuos y de bandidos mágicos, casi únicos en Guatemala.
En este territorio florecen dos tipos de narradores orales: Los llamados ancianos contadores que por su prodigiosa memoria se constituyen en archivos vivientes de literatura oral; existen quienes también manejan todo el universo literario tradicional.
Por la gran influencia española que tuvo este departamento desde la conquista, las abundantes cofradías que ejercían en esa época fueron sucumbiendo a finales del siglo XVIII, llegando en el siglo XIX a su más mínima expresión. Actualmente, ya no existen, y los ritos religiosos católicos son acompañados por escasos y exiguos comités, ancianos o hermandades.
Durante las fiestas patronales, se acostumbran los jaripeos, peleas de gallos y carreras de cintas.
- 15 de enero: Tradición del Cristo Negro de Esquipulas